# Antigonosz (szobrász)
Antigonosz vagy Antigonosz Karüsztiosz (Kr. e. 3. század) görög szobrász, művészeti író.
Az euboiai Karisztoszból származott, és eleinte Athénben dolgozott, később a pergamoni udvarban, az Attalidák alatt működött. A pergamoni, a kelták fölött aratott győzelem emlékére állított emlékmű egyik alkotója. Művészettörténeti munkálkodásához tartozik, hogy kiegészítette Xenokratésznek a jelentős görög művészeket ismertető munkáját, ami a legfontosabb forrása volt Idősebb Pliniusnak, s így a klasszikus görög művészetről való mai ismereteknek is egyik alapja lett. A Kr. e. 4–3. századi filozófusok életrajzának szerzőjeként való azonosítása nem igazolható.